# Lisa Roberts Gillan
Lisa Roberts Gillan, nata Lisa Roberts (Decatur, 1º gennaio 1965), è un'attrice e produttrice cinematografica statunitense.

## Biografia
Sorella degli attori Eric Roberts e Julia Roberts, ha avuto ruoli in film come Inviati molto speciali (1994), Qualcosa di cui... sparlare (1995), Se scappi, ti sposo (1999), Un amore a 5 stelle (2002), Mona Lisa Smile (2003) e Quando meno te lo aspetti (2004). Ha prodotto il film Niente da perdere (1997), dove ha recitato un piccolo ruolo. Ha inoltre avuto anche il ruolo di una comparsa in Friends.

## Filmografia parziale

### Attrice

#### Cinema
- Inviati molto speciali (I Love Trouble), regia di Charles Shyer (1994)
- Qualcosa di cui... sparlare (Something to Talk About), regia di Lasse Hallström (1995)
- Se scappi, ti sposo (Runaway Bride), regia di Garry Marshall (1999)
- Un amore a 5 stelle (Maid in Manhattan), regia di Wayne Wang (2002)
- Mona Lisa Smile, regia di Mike Newell (2003)
- Quando meno te lo aspetti (Raising Helen), regia di Garry Marshall (2004)
- Duplicity, regia di Tony Gilroy (2009)
- Appuntamento con l'amore (Valentine's Day), regia di Garry Marshall (2010)
- Mangia prega ama (Eat Pray Love), regia di Ryan Murphy (2010)
- Biancaneve (Mirror Mirror), regia di Tarsem Singh (2012)
- Mother's Day, regia di Garry Marshall (2016)

#### Televisione
- Sex and the City - serie TV, episodio 4x17 (2002)

### Produttrice
- Il mondo dietro di te (Leave the World Behind), regia di Sam Esmail (2023)